# Eiras (San Amaro)
Eiras (llamada oficialmente Santa Ouxea de Eiras) es una parroquia y una aldea del municipio español de San Amaro, en la provincia de Orense, Galicia.

## Toponimia
La parroquia también es conocida por los nombres de Santa Eugenia de Eiras y Santa Euxenia de Eiras.

## Organización territorial
La parroquia está formada por seis entidades de población:
- A Reguenga
- A Touza
- Eiras
- Sabariz
- Tralorrío
- Xinzo

## Demografía

### Parroquia
| Gráfica de evolución demográfica de Eiras (parroquia) entre 2000 y 2023 |
|                                                                         |
| Datos según el nomenclátor publicado por el INE.                        |

### Aldea
| Gráfica de evolución demográfica de Eiras (aldea) entre 2000 y 2023 |
|                                                                     |
| Datos según el nomenclátor publicado por el INE.                    |